# آب را نخورید (فیلم ۱۹۶۹)
آب را نخورید (انگلیسی: Don't Drink the Water) فیلمی کمدی به کارگردانی هاوارد موریس است که در سال ۱۹۶۹ منتشر شد.
این فیلم بر پایهٔ نمایش‌نامه‌ای از وودی آلن با عنوان این آب آشامیدنی نیست که در سال ۱۹۶۶ در برادوی به روی صحنه رفته بود، ساخته شده است.
در سال ۱۹۹۴ میلادی، وودی آلن نسخهٔ جدیدی از این فیلم را برای پخش تلویزیونی ساخت و خودش نقشِ جکی گلیسون را بازی کرد.

## بازیگران
- جکی گلیسون
- استل پارسونز
- مایکل کنستانتین
- ریچارد لیبرتینی
- تد راسل
- ایوری شرایبر